# Alarahu
Alarahu – estońska wysepka na Morzu Bałtyckim, w zatoce Lõpe, będącej częścią cieśniny Väinameri, u zachodnich wybrzeży kraju. Na południowy wschód od wyspy położona jest Endurahu, na południe Ülerahu, na południowy zachód Tauksi, na zachód Koharahu, Suurrahu i Liialaid.
Zajmuje powierzchnię ok. 0,34 ha. Obwód wyspy wynosi ok. 282 m. Administracyjnie znajduje się w prowincji Läänemaa, w gminie Ridala. W całości stanowi obszar chroniony.
Wybrzeże wyspy kamieniste. Pozbawiona jest roślinności wysokiej.